# Ансельм Грюн
Ансельм Ґрюн, Вільгельм Ґрюн (нім. Wilhelm Grün, Anselm Grün, нар.14 січня 1945, Юнкерхаузен, Рен-Грабфельд, Баварія, Німеччина) — католицький священник-монах, який належить до Ордену Святого Бенедикта (OSB). Він відповідає за фінансові питання абатства Мюнстершварцах, будучи його скарбником. Ансельм Ґрюн є автором 386 опублікованих книг, які були перекладені 32-ма мовами (тираж — понад 16 млн екземплярів). Крім того Ансельм Ґрюн проводить курси та лекції. Він також є духовним радником для багатьох керівників.

## Життєпис

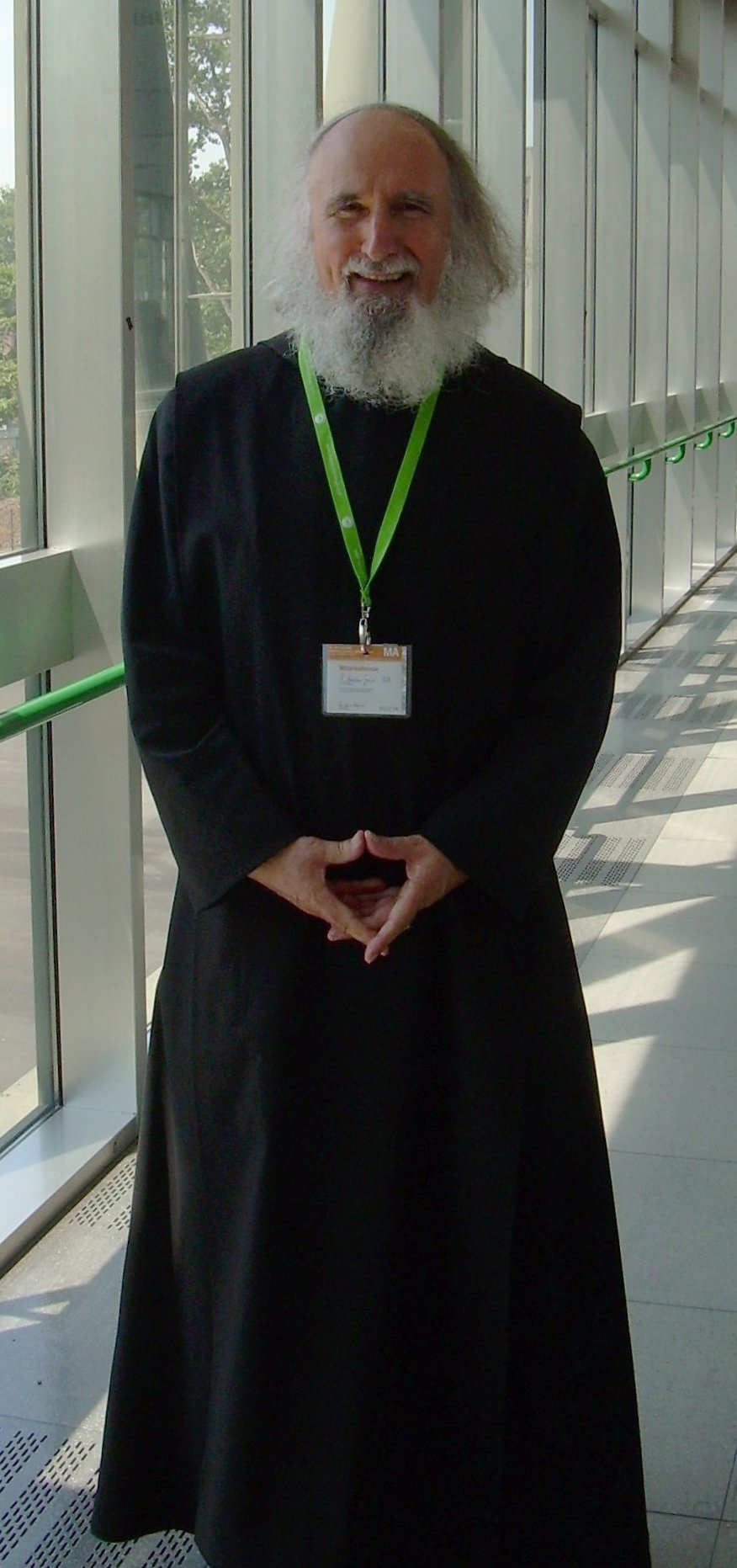
Ансельм Грюн, червень 2007

Ансельм Ґрюн закінчив шкільне навчання в 1964 році з атестатом зрілості рівня «А» в гімназії у Вюрцбурзі, Німеччина. У тому ж році він став новіцієм (послушником) у сусідньому абатстві бенедиктинців Мюнстершварцах.
З 1965 по 1971 роки він вивчав філософію та теологію в монастирі святої Оділії де Гоенбург (Німеччина) та в м. Римі (Італія).
У 1974 році захистив докторську дисертацію з богослів'я на тему «Карл Ранер».
З 1974 по 1976 роки Ансельм Ґрюн вивчав бізнес у Нюрнберзі. Опісля він став скарбником абатства Мюнстершварцах і, таким чином, є відповідальним за економічне управління абатства з більш ніж 280 співробітників та 20 підприємств.

## Нагороди
- 2007 — Орден «За заслуги перед Федеративною Республікою Німеччина»;
- 2011 — Баварський орден «За заслуги».

## Праці
Українською мовою видано:
- «Піст»
- «Жити в домі любові»
- «Шляхи до свободи»
- «Любити Себе»
- «Доторкнись (Молитви для молоді)"
- «Середина життя»
- «Самонавіювання»
- «Джерела внутрішньої сили»
- «Віднайти радість життя»
- «Небо починається у тобі»